# Condyle médial du tibia
Le condyle médial du tibia est la tête articulaire supérieure et médiale du tibia.

## Description
Le condyle médial du tibia constitue le sommet médial du tibia. Sa face supérieure forme la partie médiale du plateau tibial et porte la surface articulaire du condyle médial du tibia faisant partie des surfaces articulaires supérieures du tibia.
Il est plus volumineux que le condyle latéral du tibia et en est séparé par la surface intercondylaire.
En arrière l'insertion du tendon direct du muscle semi-membraneux y forme une empreinte, et en dedans il est marqué par une gouttière où glisse le tendon réfléchi de ce dernier muscle.
Il s'articule avec le condyle médial du fémur.